# 薩莫拉市 (莫納加斯州)

薩莫拉市（西班牙語：Municipio Ezequiel Zamora），是委內瑞拉的一個市，位於該國東部莫納加斯州，首府設於蓬塔德馬塔，面積151平方公里，2014年人口297,170，人口密度每平方公里1,968.01人。